# عمارت اشبل اسمیت
عمارت اشبل اسمیت (به انگلیسی: Ashbel Smith Building) معروف به اولد رد (به انگلیسی: Old Red) عمارتی زیبا و تاریخی در شهر گلوستون، تگزاس است.
سبک معماری این بنا، تجدد رومانسکی (به انگلیسی: Romanesque Revival) است و از سنگ گرانیت قرمز ساخته شده.
این بنا قدیمی‌ترین بنای شاخه پزشکی دانشگاه تگزاس است.

## پیشینه
بنای این عمارت که کماکان بعنوان قسمتی از شاخه پزشکی دانشگاه تگزاس فعالیت دارد، در سال ۱۸۹۱ میلادی تکمیل گردید
معمار این بنا نیکولاس جی. کلیتون بود، و نام بنا در ۱۹۴۹ به افتخار اشبل اسمیت (۱۸۰۵-۱۸۸۶) تغییر یافت. اشبل اسمیت جراح پیشتاز، دیپلمات، و از بنیان‌گذاران سامانه دانشگاه تگزاس بود.
از سال ۱۹۶۹ تا کنون، این بنا رسماً یک میراث تاریخی حفاظت شده تگزاس بوده‌است. بنا در سال ۱۹۸۹ مورد تعمیرات اساسی قرار گرفت. و در سال ۲۰۰۸ در هنگام توفند آیک دقیقاً به میزان ۲ متر زیر آب فرو رفت.

## نگارخانه

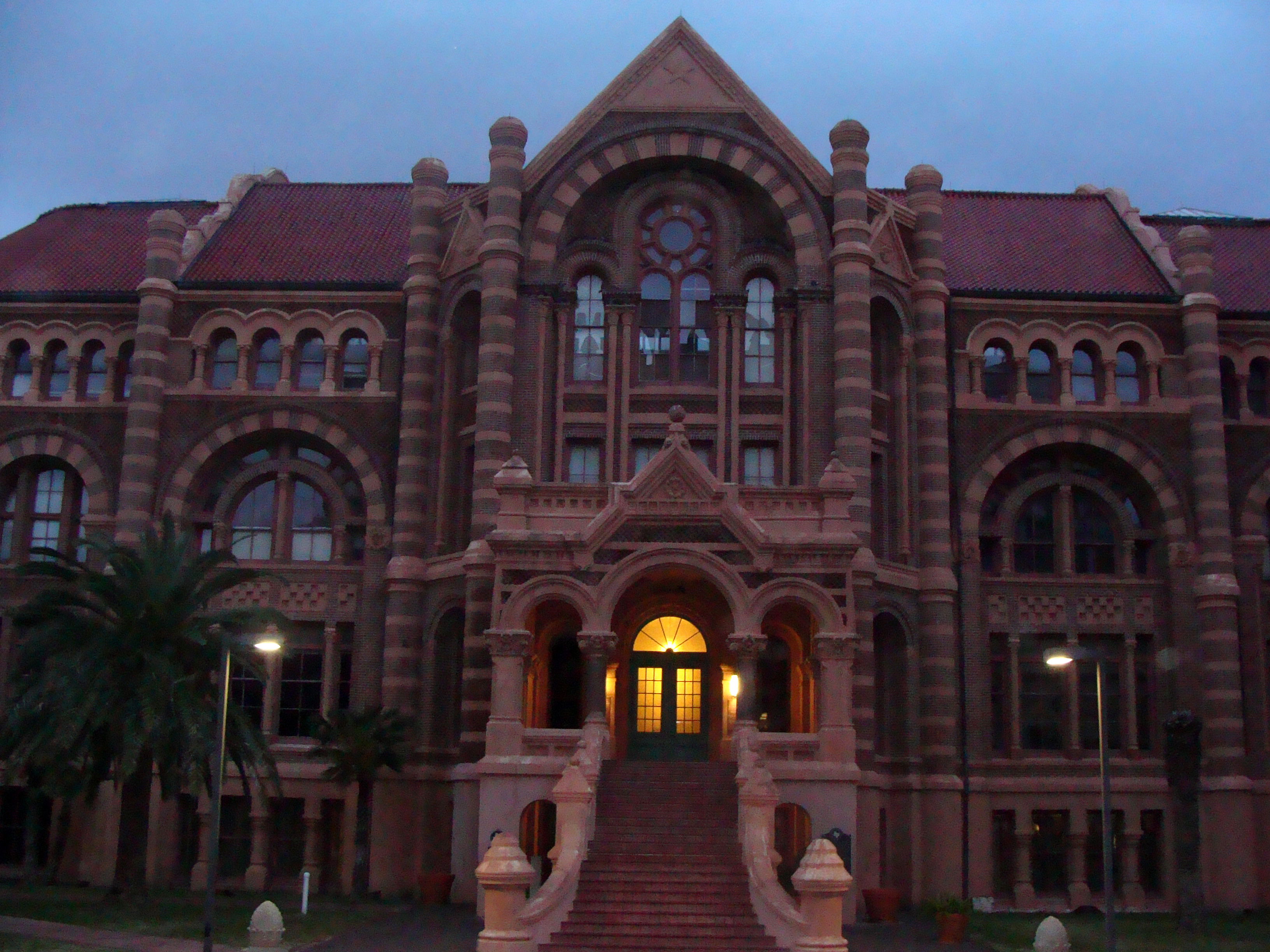
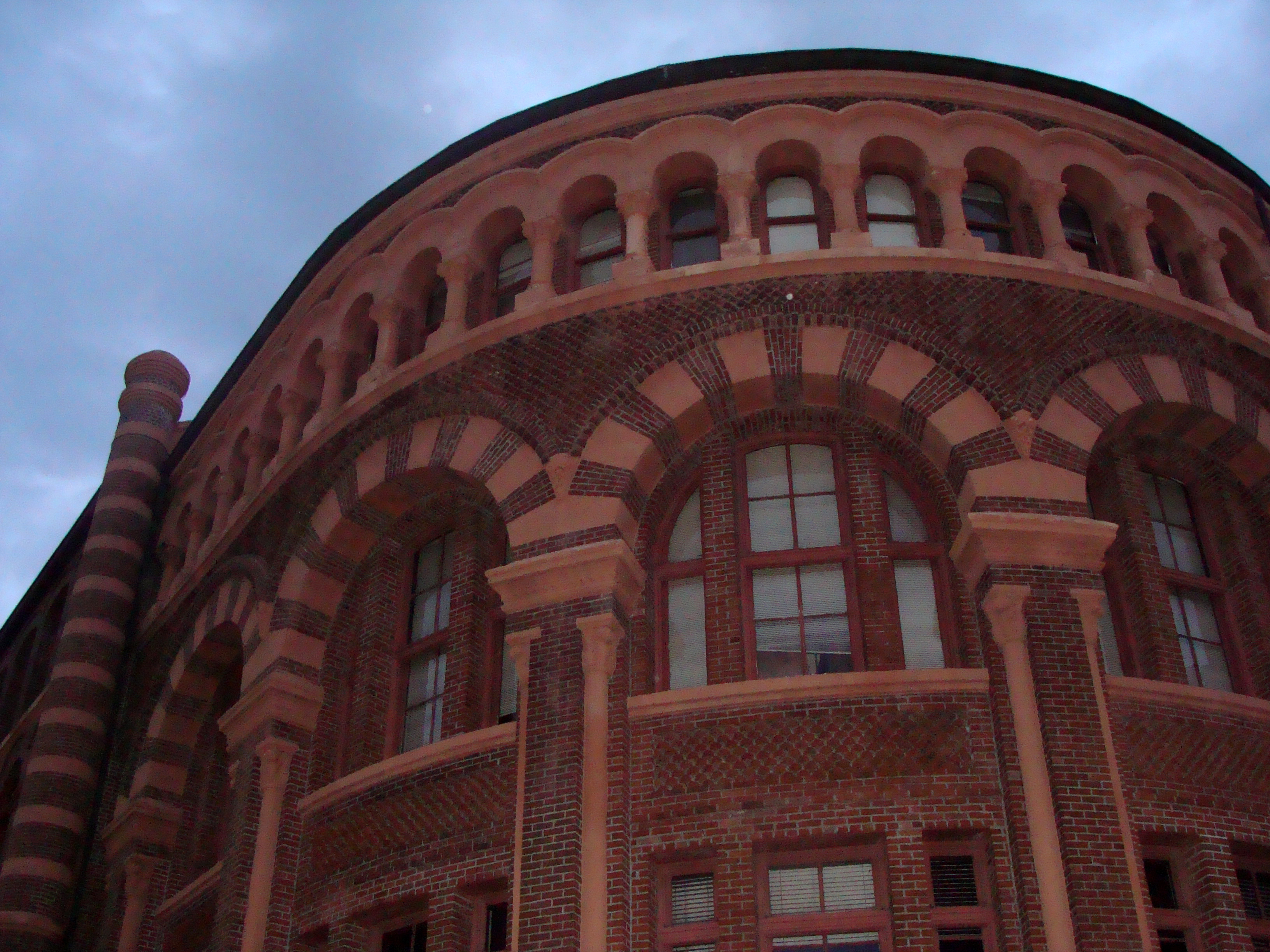

## جستارهای مربوطه
- عمارت دادگاه شهرستان بیر